# Katedra w Skarze
Katedra w Skarze (szw. Skara domkyrka) – kościół położony w Skarze, region terytorialny Västra Götaland, region historyczny Västergötland.
Kościół diecezjalny szwedzkiego kościoła ewangelicko-luterańskiego w diecezji Skara, najstarszej szwedzkiej diecezji, założonej przez króla Olofa Skötkonunga w XI w. Katedra w Skarze należy do największych kościołów Szwecji. Jej patronką jest Maria.
Katedra w Skarze ma status zabytku sakralnego według rozdz. 4 Kulturminneslagen (pol. Prawo o pamiątkach kultury) ponieważ została wzniesiona do końca 1939 (3 §).

## Historia i architektura

### Katedra średniowieczna
Katedra w Skarze sięga swymi początkami XI w. Pierwszy kościół był prawdopodobnie drewniany. Pozostałością z najwcześniejszego okresu budowy katedry murowanej jest m.in. unikalna jak na szwedzkie warunki krypta, miejsce pochówku pierwszych biskupów Szwecji. Dzięki zachowanym starszym partiom we współczesnej budowli, zachowanym kamiennym fragmentom i dawnym planom można stworzyć sobie obraz historii katedry i charakteru jej stylu architektonicznego. Z kamiennej, romańskiej świątyni z XII w. przetrwały, poza wspomnianą kryptą, fragmenty wieży zachodniej z romańskimi oknami. Z tego samego okresu pochodzą także trzy kamienne reliefy.
Obecnie istniejąca budowla pochodzi zasadniczo z XIV w. i została wzniesiona w stylu późnogotyckim; prezbiterium powstało na początku XIII w. natomiast nawy i transept na początku XIV w. Materiałem budowlanym był miejscowy piaskowiec. Prezbiterium było prosto zamknięte, jednonawowe, z bocznymi kaplicami po bokach, co na zewnątrz sprawiało wrażenie trzynawowego, bazylikowego założenia z jednonawowym transeptem, gdzie prezbiterium i nawa główna miały tę samą szerokość. Prezbiterium przekryto sklepieniem krzyżowym, wspartym na konsolach. Oświetlenie zapewniały ostrołukowe okna umieszczone tuż pod sklepieniami ale ponad nawami bocznymi (patrząc z zewnątrz). Zachowane detale oraz plan świątyni – prosto zamknięte i dłuższe niż nawa główna prezbiterium, wskazują na podobieństwo do angielskiego wczesnego gotyku. Podobne założenia odnaleźć można w niedalekim kościele klasztornym w Varnhem. Czas budowy prezbiterium przypadł na początek XIII w. natomiast korpus główny i transept to już I poł. wieku XIV, późny gotyk, najbardziej zbliżony do gotyku francuskiego, charakteryzujący się takimi detalami architektonicznymi jak: filary wiązkowe, maswerki, ostrołukowe portale, itp. Godne uwagi są triforia, jedyne w Szwecji, których resztki wydobyto podczas prac restauracyjnych i które prawdopodobnie nigdy nie były ukończone a nawet zamurowane pod koniec średniowiecza, gdy ściany świątyni groziły zawaleniem. Ornamentyka naw wykazuje zmienność stylów i technik wykonawczych, wskazujących na przerwę w budowie, przypuszczalnie w związku z epidemią czarnej śmierci szalejącej w Europie w XIV w.
Katedra na przestrzeni dziejów była wielokrotnie niszczona i restaurowana, m.in. po wojnach z Danią i po pożarach, które nie oszczędzały miasta.

### Katedra po reformacji

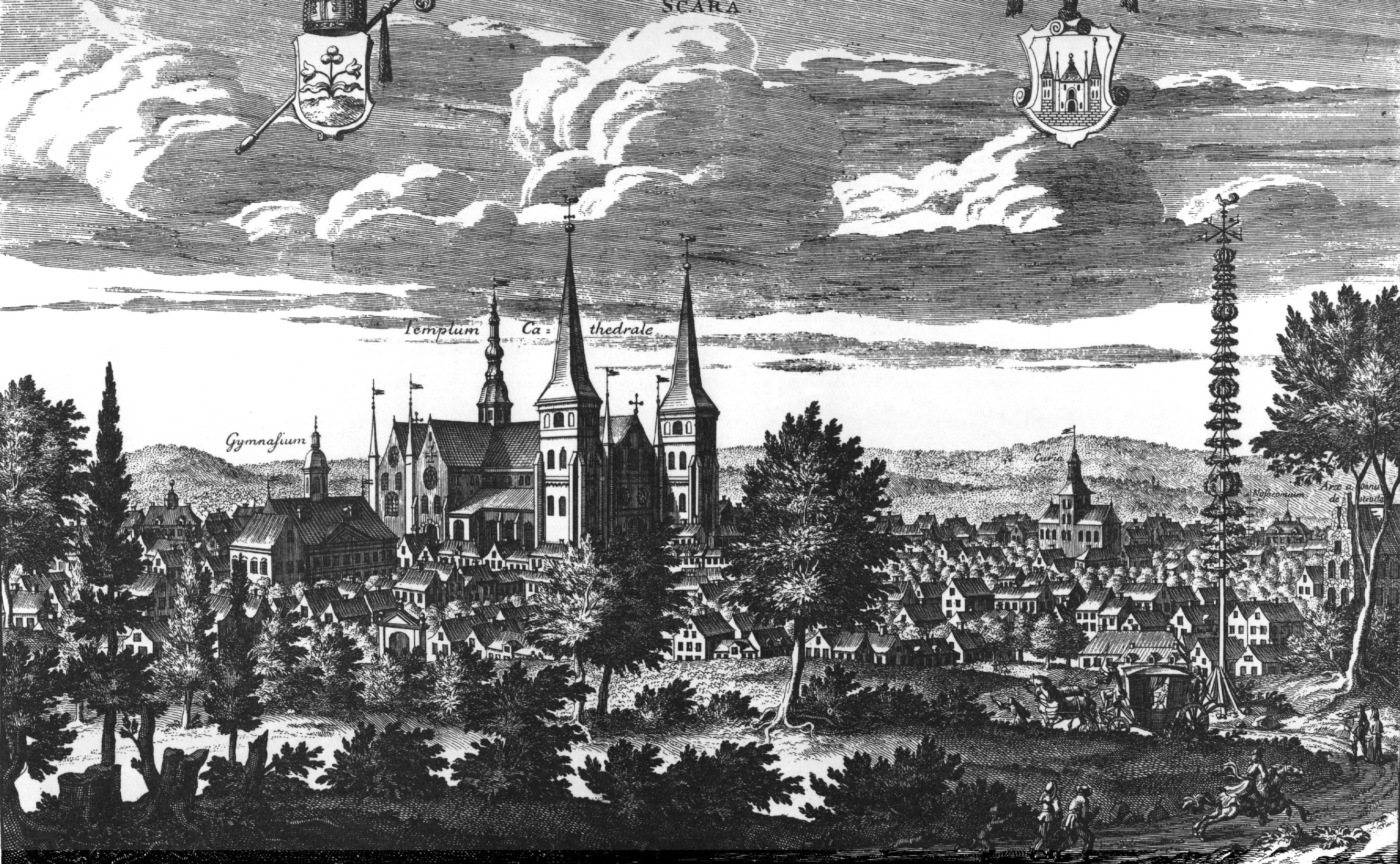
Katedra w Skarze na rycinie Erika Dahlbergha, Suecia Antiqua et Hodierna, wykonanej prawdopodobnie w latach 1690-1710.

Po spustoszeniu dokonanym przez Duńczyków w 1566 nawy katedry przekryto trzema sklepieniami gwiaździstymi, które dotrwały aż do restauracji przeprowadzonej u schyłku XIX w.
Pośród wszystkich przebudów, jakim katedra była poddawana w następnych stuleciach najważniejsza była ta, która miała miejsce w poł. XVIII w. Padła wówczas propozycja zasadniczej przebudowy wnętrza katedralnego. Dokonał tego w 1759 architekt Carl Johan Cronstedt. Obowiązującym wzorcem, jeśli chodzi o artykulację fasady katedry, stał się wówczas rzymski barok. Brak środków finansowych nie pozwolił na zrealizowanie do końca tego projektu. Kolejna propozycja przebudowy, tym razem w stylu neoklasycystycznym, wyszła od architekta francuskiego pochodzenia Louisa Jean Desprez’a; jej efektem stała się przebudowa w 1809 zachodniej fasady z płasko zakończonymi wieżami. Zyskały one wówczas żartobliwe określenie "Skara byxor" (pol. "Spodenki ze Skary").
W 1839, w trakcie kolejnej restauracji, przebudowano prezbiterium na trzynawowe. Usunięto jednocześnie z katedry część płyt nagrobnych.

### Restauracja katedry pod kierunkiem Zettervalla

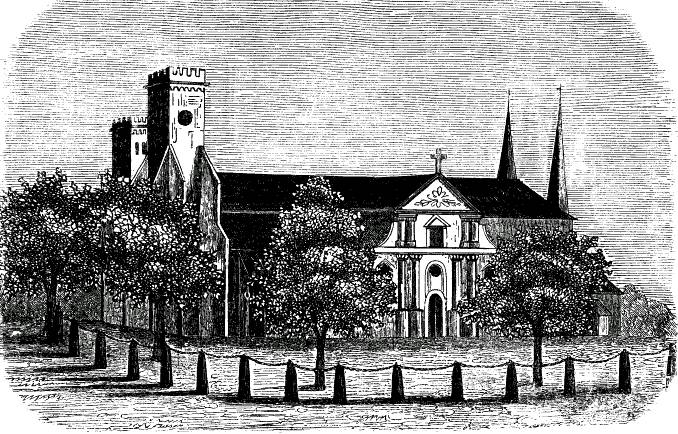
Wygląd katedry w 1864, na osiem lat przed wyburzeniem wieży północnej. Podczas restauracji katedry pod kierunkiem Zetterwalla wzniesiono nową wieżę. Wyburzeniu uległ również widoczny barokowy szczyt transeptu, zbudowany po 1760

Przed restauracją plan katedry przedstawiał, pominąwszy XIX-wieczne zmiany, założenia świątyni gotyckiej. Architekt i konserwator Helgo Zettervall nadzorował w latach 1886-1894 kompleksową restaurację i przebudowę katedry. Koszty tego przedsięwzięcia wyniosły 525 882 ówczesnych koron szwedzkich. W efekcie katedrze nadano wygląd gotyckiej, trzynawowej bazyliki z parą wież od zachodu, wysokich na 65 m, pokrytych blachą miedzianą. Fasady transeptu są zwieńczone pinaklami, natomiast prosto zamknięte prezbiterium jest oflankowane dwiema niewielkimi wieżyczkami, pochodzących z czasów średniowiecza. W północnej z nich zachowały się schody, które kiedyś prowadziły na wyższą kondygnację nawy północnej.
Wewnątrz budowli ściany naw i prezbiterium charakteryzują się zachowanymi triforiami. W ramionach transeptu wybudowano empory. Materiałem budowlanym był piaskowiec z miejscowości Broddetorp. Jednolity architektonicznie wygląd katedry został osiągnięty dzięki zachowaniu średniowiecznego korpusu świątyni oraz zastosowaniu rozwiązań architektury gotyckiej podczas kompleksowej przebudowy prezbiterium. Dla zachowania czystości stylu poświęcono naleciałości z późniejszych dobudówek i przebudów, wyburzając m.in. średniowieczne kaplice i barokowy szczyt południowego ramienia transeptu, wzniesiony w poł. XVIII w. według planów Cronstedta.
Przy ocenie stosunkowo radykalnej restauracji dokonanej pod kierunkiem Zettervalla należy wziąć po uwagę wszystkie klęski, jakich katedra doznała na przestrzeni swych dziejów oraz środki zaradcze jakie podejmowano w celu jej odbudowy.

### Powojenne restauracje

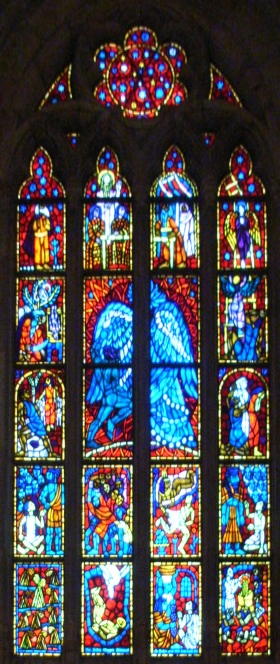
Jeden z witraży Bo Beskowa

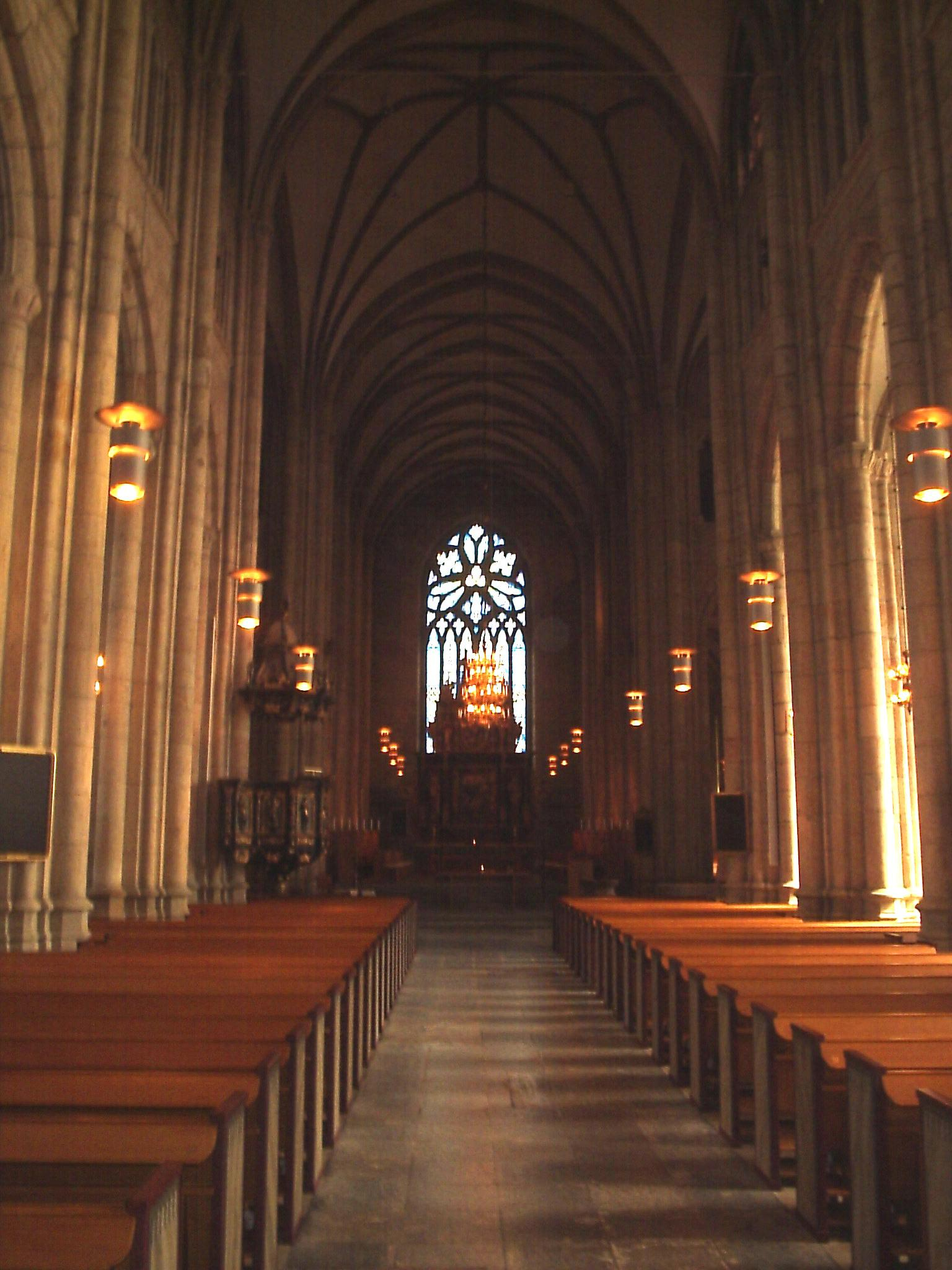
Wnętrze katedry. Widok na prezbiterium

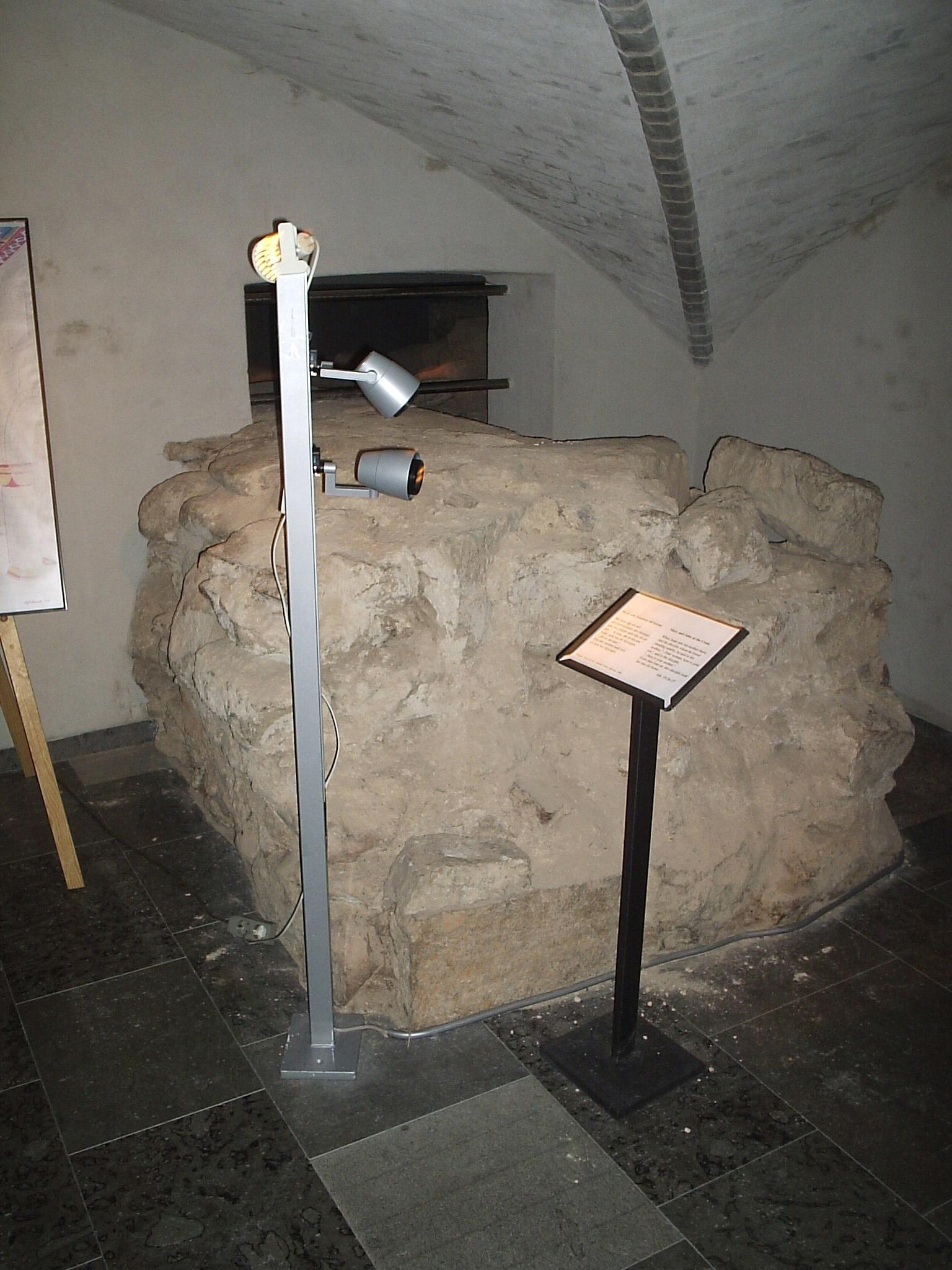
Krypta. Fragmenty pierwszego kościoła, pochodzące prawdopodobnie z XI w.

W 1945 artysta Bo Beskow we współpracy z witrażystą Gustavem Ringströmem rozpoczął wymianę średniowiecznych witraży w oknach katedralnych na nowe, swojego autorstwa. Wstawianie witraży, których było w sumie 37, trwało do roku 1976. Ich program ikonograficzny zasadza się głównie na motywach biblijnych, ale pojawiły się też wizerunki św. Brygidy i św. Heleny ze Skövde.
W latach 1947–1949 miała miejsce kolejna restauracja katedry po pożarze wywołanym jej podpaleniem w 1947. Spłonęły wówczas dach i więźba dachowa. Restaurację powierzono architektowi Ivarowi Tengbomowi. Przy odbudowie dachu postanowiono również dokonać renowacji wnętrza świątyni, gdzie neogotyckie elementy autorstwa Zettervalla zostały usunięte na rzecz wcześniejszego wyposażenia, które niegdyś ozdabiało wnętrze katedry. Powrócił wówczas barokowy ołtarz główny. Podczas renowacji odkryto pozostałości halowej krypty. Z czasów romańskiej katedry odnaleziono grób biskupi z kielichem i pateną, datowany na ok. 1100. Wymurowano wówczas z betonu nową, prostokątną kryptę, wewnątrz której znajdują się resztki murów odkrytej krypty i grobu biskupa; wyeksponowano m.in. kilka kolumn, centralną i narożną oraz podstawę sklepienia krypty z obu jej stron, jak również kilka stopni dwóch schodów prowadzących na górę, do katedry. Podczas tej samej restauracji wybudowano też schody do nowej krypty, prowadzące z północno-wschodniego narożnika nawy północnej.
W latach 1979–1985 katedra przeszła modernizację techniczną. Między innymi odciążono sklepienia poprzez wbudowanie pod nimi belek rozporowych przenoszących obciążenie stropów.
Kolejna renowacja katedry miała miejsce w 1999. Nadzór nad nią objął architekt Jan Lisinski (zm. 2008) ze swymi współpracownikami. Efektem renowacji było wyeksponowanie gotyckiego wnętrza katedry; wydłużono jej wnętrze poprzez wyburzenie znajdującej się za ołtarzem zakrystii. Wzmocniono przez to poczucie przestrzenności wnętrza poprzez stworzenie równowagi między wysokością sklepień a długością budowli. Zbudowano jeszcze jedne schody prowadzące do krypty, tym razem od strony południowej a samą kryptę powiększono i zmodernizowano zmieniając ją w salę do nabożeństw.
Obecny wygląd katedry jest więc wynikiem zachowanej średniowiecznej architektury i rezultatem późniejszych przebudów i restauracji.

## Wyposażenie

### Grobowce

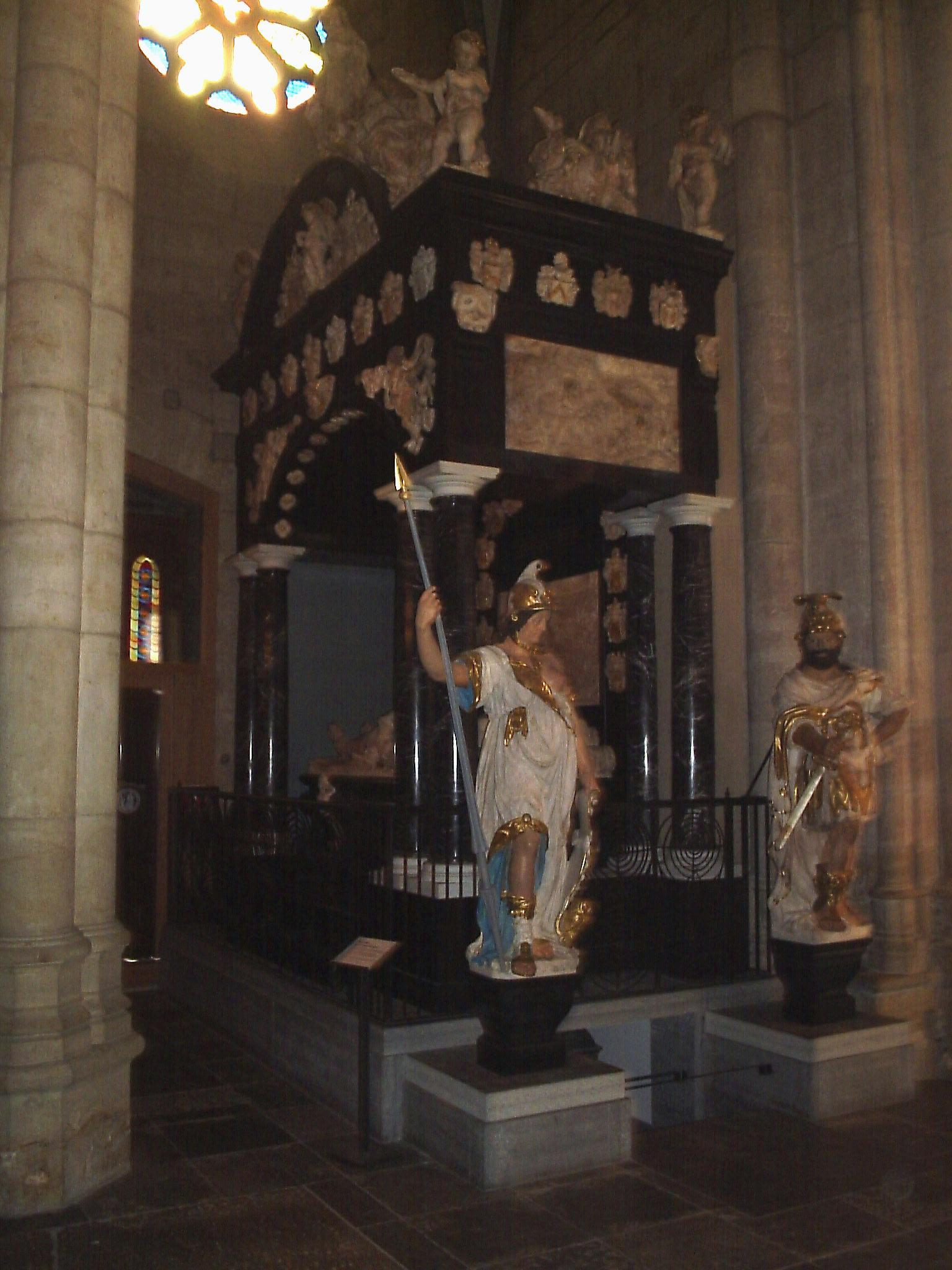
Grobowiec Erika Soopa

Katedra zawiera cenne dzieła sztuki, m.in. naczynia liturgiczne z XI w., stare szaty liturgiczne oraz drogocenny grobowiec pułkownika Erika Soopa (1592-1632), wykonany z czarnego marmuru i białego alabastru w 1637 w Amsterdamie przez rzeźbiarza Pietera de Keysera. Grobowiec ten znajdował się pierwotnie w południowej części prezbiterium, przy wejściu do grobowca rodzinnego, po czym zmieniał swą lokalizację na przestrzeni dziejów. Od 1999 stoi w południowym ramieniu transeptu. Jego szczyt od strony północnej zdobią posągi Marsa i Minerwy. Natomiast trumna, wykonana z cyny, ozdobiona wygrawerowanymi scenami batalistycznymi, znajduje się obecnie pod monumentem. Erik Soop podarował katedrze emaliowany, złoty kielich, będący do dziś w jej posiadaniu.
Innym hojnym darczyńcą był Anders Eriksson Hästehufvud (1577-1657), wiceadmirał szwedzkiej floty, gubernator Malborka w 1627 i gubernator generalny Rygi w 1628. Jego grobowiec został wprawdzie wyburzony w 1890, ale w katedrze są nadal dwie płyty nagrobne z obrazami i inskrypcjami poświęconymi jego pamięci. Głównym darem Hästehufvuda jest ołtarz, dzieło Hansa Swanta z Göteborga, będący w posiadaniu katedry od 1663. Hästehufvud przekazał poza tym w darze dla katedry szereg naczyń liturgicznych (naczynia chrzcielne, ampułki na wino).

### Dzwony katedralne
Katedra ma cztery dzwony zawieszone w obu zachodnich wieżach. W wieży północnej wisi największy z dzwonów katedralnych, Storklockan. Został on odlany w 1725 w Sztokholmie po jednym z pożarów, jakie nawiedziły miasto oraz odlany ponownie i w 1785 w Skarze przez Nilsa Billstena.
Pozostałe trzy dzwony wiszą w wieży południowej.